# Arroyo Sarandí (Arroyo Yacuy, Artigas)
El arroyo Sarandí es un curso de agua uruguayo, ubicado en el departamento de Artigas, perteneciente a la cuenca hidrográfica del río Uruguay.
Nace en la Cuchilla Guaviyú, y discurre con rumbo sur hasta desembocar en el arroyo Yacuy.